# TV Remanso
TV Remanso é uma emissora de televisão brasileira sediada em Santa Inês, cidade do estado do Maranhão. Opera no canal 7 (36 UHF digital) e é afiliada à Record.

## História

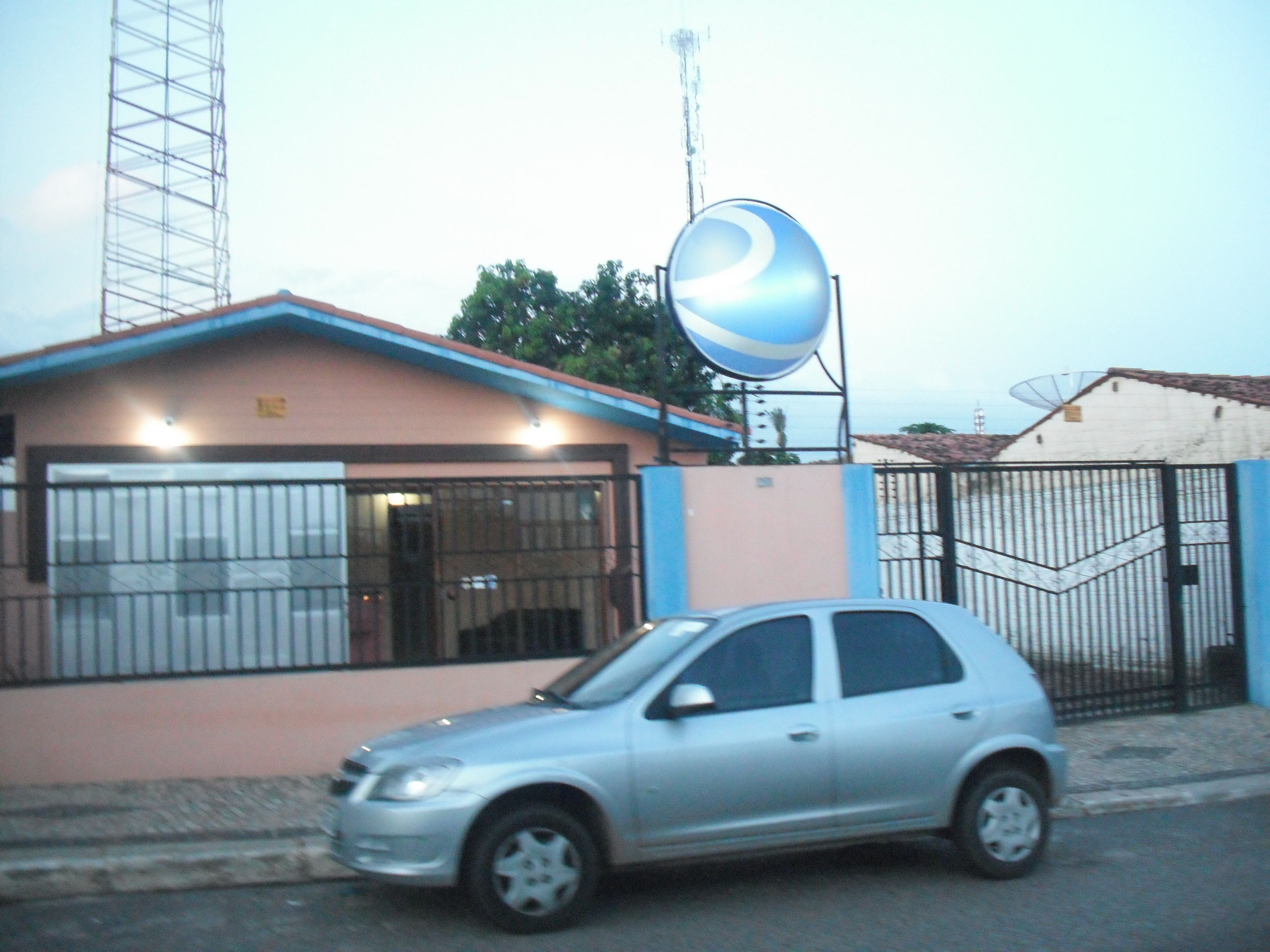
Sede da TV Remanso no bairro Santo Antônio, em Santa Inês

Em 2005, o empresário João Rolim, proprietário do Grupo Magnólia, compra mais da metade da emissora e se torna sócio majoritário. Com isso, a emissora muda de nome (da TV Pindaré para TV Remanso) e da rede (Rede Bandeirantes para TV Diário).
Em 22 de janeiro de 2007 a emissora saiu do ar, voltando ao ar três dias depois (25 de janeiro), com a troca da TV Diário pela Rede Record. João Rolim, sócio majoritário da emissora, e Tiago Silva Campos, o novo sócio, adquiriram as cotas pertencentes ao ex-prefeito de Santa Inês (Valdevino Cabral) e ao ex-vereador (Manoel do Carimbó).
Em setembro do mesmo ano, a emissora estreou o telejornal Remanso Notícias. Este telejornal tinha duas edições diárias de segunda a sexta, a primeira era exibida ao meio-dia, e a segunda às 18:30.
Em 2016, as mudanças da programação continuaram, com a estreia do Balanço Geral Santa Inês e do Jornal da Remanso, ambos líderes de audiência na região do Maranhão Central.